# 遺棄罪
遺棄罪（いきざい）は、刑法に規定された犯罪の一つ。要扶助者を移置・置き去りすることを内容とする犯罪。個人的法益に対する罪である。広義には刑法第2編第30章に定める遺棄の罪（刑法217条～刑法219条）を指し、狭義には刑法217条に規定されている遺棄罪を指す。

## 概要

### 保護法益
要保護者（老年者、幼年者、身体障害者又は病者）の生命、身体の安全が保護法益であると考えるのが判例・通説である。ただし、本罪の保護法益を生命に限る説もある。本罪の保護法益一般に抽象的危険犯と解されているが、具体的危険犯と解する説もある。

### 行為
遺棄とは場所的離隔を手段として要保護者の生命、身体の安全を危険にさらすことである。「遺棄」は狭義には場所的離隔によって新たな危険を生じさせる移置を指し、広義には危険な場所に残したまま場所的離隔により危険を高める置き去りを含む。各類型における「遺棄」概念について学説は分かれている（刑法218条で構成要件上の行為とされる「遺棄」と「不保護」の関係も問題となる）。
第一説（通説）
不作為犯の処罰には行為者に作為義務が必要であり、遺棄罪（刑法217条）は保護責任者遺棄罪（刑法218条）とは異なり保護責任がない者を主体としている。このようなことから、刑法217条の「遺棄」と刑法218条の「遺棄」を区別して解釈し、前者については移置（作為と解する）のみを指し、後者については置き去り（不作為と解する）も含まれる。「遺棄」は場所的離隔を手段とする点で「不保護」と区別される。
第二説
刑法217条の「遺棄」と刑法218条の「遺棄」を区別せず、「遺棄」は作為によって場所的離隔を生じさせることであるとし、「不保護」には不作為的形態をすべて含むと解する。
第三説
保護責任のない者が主体となる不作為による遺棄も処罰すべきであり、刑法217条の「遺棄」には不作為による遺棄も含まれる。

## 遺棄罪（狭義）
老年、幼年、身体障害者又は疾病のために扶助を必要とする者を遺棄する罪である（刑法217条）。

### 客体
本罪の客体は「老年、幼年、身体障害者又は疾病のために扶助を必要とする者」である。

### 行為
本罪の行為は「遺棄」である。本条の「遺棄」は移置に限られるとする説によれば、保護義務のない者が自己の占有する場所内に、老幼、不具若しくは傷病のため扶助を必要とする者がいることを知りながら、速やかにこれを公務員に申し出なかった者については軽犯罪法により処罰されることになる（軽犯罪法1条18号）。

### 法定刑
法定刑は1年以下の懲役である（刑法217条）。

## 保護責任者遺棄罪・不保護罪
老年者、幼年者、身体障害者又は病者を保護する責任のある者がこれらの者を遺棄し、又はその生存に必要な保護をしない罪（刑法218条）。

### 客体
本罪の客体は「老年者、幼年者、身体障害者又は病者」であり、217条と文言は異なるが意義は同じであると解されている。

### 主体
刑法218条の「保護する責任のある者」（保護責任者）にどのような範囲の人間が含まれるか問題になるが、後述の保護義務の存在によって決定される。

### 保護義務
その発生根拠が問題になる。法令や契約などがこれに含まれるが、一定の行為（先行行為）を行った者についても事務管理や条理により保護義務が発生すると解されている。そのため本来保護義務を負っていなかったはずの者であっても、親切心で要保護者の保護を開始した（例、自室に引き取って看病した、病院へ連れて行くため車に乗せた）ために保護義務を負わされることもある。

### 行為
本罪の行為は「遺棄」及び不保護（その生存に必要な保護をしなかったとき）である。

### 錯誤
自分が保護責任者だという認識を欠くケースでは錯誤が問題になるが、事実の錯誤の問題か違法性の錯誤の問題かが講学上争いになる。

### 法定刑
法定刑は3月以上5年以下の懲役である（刑法218条）。

### 尊属遺棄罪の削除
かつて刑法218条2項に存在した尊属遺棄罪は、平成7年の改正により削除された。

## 遺棄致死傷罪
遺棄罪又は保護責任者遺棄罪・不保護罪の罪を犯し、よって人を死傷させた者は、傷害の罪と比較して、重い刑により処断される（刑法219条）。
死傷の結果が生じた場合、結果的加重犯になり、219条によって処理されるが、結果に故意がある場合は、行為の態様によっては不作為による殺人罪（刑法199条）または傷害罪（刑法204条）が成立することもある。
なお、送迎バスによる置き去りは業務上過失致死での処罰となっている。